# Matthias Mellitzer
Matthias Mellitzer (Lienz, 9 september 1980) is een voormalig volleybal- en beachvolleybalspeler uit Oostenrijk. In de zaal speelde hij 83 interlands voor de nationale ploeg en op het strand won hij een zilveren medaille bij de Europese kampioenschappen.

## Carrière

### Zaal
Mellitzer speelde van 1998 tot en met 2008 bij Hypo Tirol Innsbruck waarmee hij in de eerste divisie van de Oostenrijkse competitie uitkwam. Met de club won hij twee keer het landskampioenschap en viermaal de beker. Daarnaast eindigden ze in 2004 als derde in de strijd om de CEV Cup. In het seizoen 2008/09 speelde hij vervolgens bij Moerser SC in de Duitse Bundesliga en werd hij tweede in de strijd om de beker. Daarnaast kwam hij 83 keer uit voor de Oostenrijkse volleybalploeg.

### Beach
Mellitzer speelde tussen 2002 en 2004 een aantal wedstrijden met Harald Dobeiner, Simon Nausch en Bernhard Strauß, waaronder vier toernooien in de FIVB World Tour. Van 2009 tot en met 2011 vormde hij vervolgens een duo met Clemens Doppler. Het eerste jaar bereikte het tweetal bij de WK in Stavanger de zestiende finale die verloren werd van de Brazilianen Harley Marques en Alison Cerutti. Op mondiaal niveau kwamen ze bij zes toernooien niet verder dan een dertiende plaats in Kristiansand en in eigen land werd ze nationaal kampioen. Het daaropvolgende seizoen waren Mellitzer en Doppler actief op tien FIVB-toernooien met een vijfde plaats in Klagenfurt als beste prestatie. In Berlijn wonnen ze achter de Nederlanders Reinder Nummerdor en Richard Schuil zilver bij de EK. In 2011 deed het duo mee aan elf reguliere wedstrijden in de mondiale competitie met twee zeventiende plaatsen als beste resultaat. Bij de WK in Rome eindigden ze als negende, nadat ze in de achtste finale werden uitgeschakeld door Bo Søderberg en Anders Lund Hoyer uit Denemarken. Bij de EK in Kristiansand verloren ze in de tussenronde van het Zwitserse tweetal Martin Laciga en Jonas Weingart. Na afloop van het seizoen beeïndigde Mellitzer zijn sportieve carrière.

## Palmares
Kampioenschappen zaal
- 2004:  CEV Cup
- 2004:  Oostenrijkse beker
- 2005:  Oostenrijks kampioenschap
- 2005:  Oostenrijkse beker
- 2006:  Oostenrijks kampioenschap
- 2006:  Oostenrijkse beker
- 2008:  Oostenrijkse beker
- 2009:  Duitse beker

Kampioenschappen beach
- 2009:  NK
- 2010:  EK
- 2011: 9e WK